# Luc Mousset
Pour les articles homonymes, voir Mousset.
Pas d'image ? Cliquez ici

a Compétitions nationales et continentales officielles uniquement.

Dernière mise à jour le 18 avril 2020.
Luc Mousset, né le 3 avril 1994, est un joueur français de rugby à XV. Il évolue au poste de pilier à l'Aviron bayonnais.

## Biographie
Luc Mousset a commencé sa carrière à l’US Saujon en Charente-Maritime, actuel Royan Saujon Rugby (RSR)
Après être passé par le pôle espoirs de Tours, Luc Mousset rejoint l'Atlantique stade rochelais en 2012. Il y évolue au sein des équipes crabos, reichels et espoirs.
En 2016, il signe son premier contrat professionnel avec le club et s'engage jusqu'en 2019.
En 2018, il est prêté à l'Aviron bayonnais pour une saison,. En 2019, son contrat avec le Stade rochelais arrivant à terme, il s'engage avec les ciels et blanc jusqu'en 2021.
Il remporte le Championnat de Pro D2 en 2019 et en 2022.